# Pandèmia de COVID-19 a les Bahames
La propagació de la pandèmia per coronavirus de 2019-2020 a les Bahames es va detectar el 14 de març de 2020 a partir del cas confirmat positiu d'una dona de 61 anys.
El 31 de març es tingué notícia de la primera víctima mortal, Kim Johnson-Rolle, germana del ministre d'immigració Elsworth Johnson
En data del 18 d'abril, l'arxipèlag comptava 54 casos de persones infectades, 9 persones guarides i 9 víctimes mortals.

## Cronologia
El primer cas confirmat de Covid-19 a les Bahames era el d'una dona de 61 anys a Nassau el 14 de març de 2020.
El quart cas fou revelat el 20 de març i, el mateix dia, el primer ministre va anunciar un toc de queda de les 9 de la nit fins a les 5 del matí, i restriccions sobre gatherings privats, i el tancament de la majoria in-person businesses, amb horaris limitats per food stores i els mercats farmers, les farmàcies, les benzineres, laundromats, els bancs, la construcció, i els restaurants (limited to take-out only). Essential workers per al govern, utilities, i els mitjans de comunicació were exempted, com també els professionals de salut i els suppliers. L'aeroport romangué obert, però només s'autoritzaren els desplaçaments essencials en els autobusos públics.
S'anuncià l'existència d'un cinquè cas el 24 de març a Grand Bahama, una dona que presentava símptomes respiratoris lleugers
Grand Bahama 
Preliminary findings indicate la dona no havia tingut cap contacte amb el primer cas confirmat. Alhora s'informà que la primera pacient, havia pogut sortir de l'hospital després de recuperar-se. També s'indicà que gairebé 200 persones havien passat una prova sota el control del laboratori nacional.
El 31 de març s'anuncià la primera mort del país, una dona de 57 anys, Kim Johnson-Rolle, germana del ministre d'Immigració Elsworth Johnson.

## Dades estadístiques
Evolució del nombre de persones infectades amb COVID-19 a les Bahames
Evolució del nombre de morts del COVID-19 a les Bahames